# Bokelholmer Fischteiche
Die Bokelholmer Fischteiche sind ein Naturschutzgebiet in der schleswig-holsteinischen Gemeinde Emkendorf im Kreis Rendsburg-Eckernförde.
Das rund 90 Hektar große Naturschutzgebiet ist unter der Nummer 49 in das Verzeichnis der Naturschutzgebiete des Ministeriums für Landwirtschaft, Umwelt und ländliche Räume eingetragen. Es wurde Ende 2009 ausgewiesen (Datum der Verordnung: 22. September 1952). Zuständige untere Naturschutzbehörde ist der Kreis Rendsburg-Eckernförde.
Das Naturschutzgebiet liegt zwischen Rendsburg und Neumünster südöstlich von Bokelholm am Rande des Naturparks Westensee. Es stellt ein Fischteichgebiet unter Schutz. Die ehemaligen Fischteiche bilden ein ausgedehntes Feuchtgebiet mit offenen Wasserflächen, Verlandungszonen und feuchten Orchideenwiesen. Zur Pflege werden die Orchideenwiesen einmal jährlich gemäht, um so aufkommende Gebüsche zurückzudrängen.
Durch das Naturschutzgebiet fließt die weitgehend ausgebaute Reidsbek, einem Nebenfluss der Wehrau, die rund 500 Meter oberhalb des Naturschutzgebietes von der Mühlenau abzweigt und knapp 3,4 Kilometer unterhalb des Naturschutzgebietes in die Wehrau mündet.
Das Gebiet, das im Westen an die Bahnstrecke Neumünster–Flensburg grenzt, wird von einer Straße durchschnitten. Es wird vom Unabhängigen Kuratorium Landschaft Schleswig-Holstein – Verband für Naturschutz und Landschaftspflege betreut.